# IC 1876
IC 1876 ist eine linsenförmige Galaxie vom Hubble-Typ SA0 im Sternbild Fornax am Südsternhimmel. Sie ist schätzungsweise 289 Millionen Lichtjahre von der Milchstraße entfernt und hat einen Scheibendurchmesser von etwa 95.000 Lj.
Das Objekt wurde am 16. September 1896 von Lewis Swift entdeckt.